# Episcopalismo
O Episcopalismo ou Igrejas episcopais, refere-se ao conjunto de Igrejas protestantes de governo episcopal em comunhão com a Igreja da Inglaterra e por Igrejas que não fazem parte da Comunhão Anglicana, mas se orientem no "ethos anglicano". Nos EUA, a palavra é frequentemente usada como sinônimo de anglicanismo.

## História

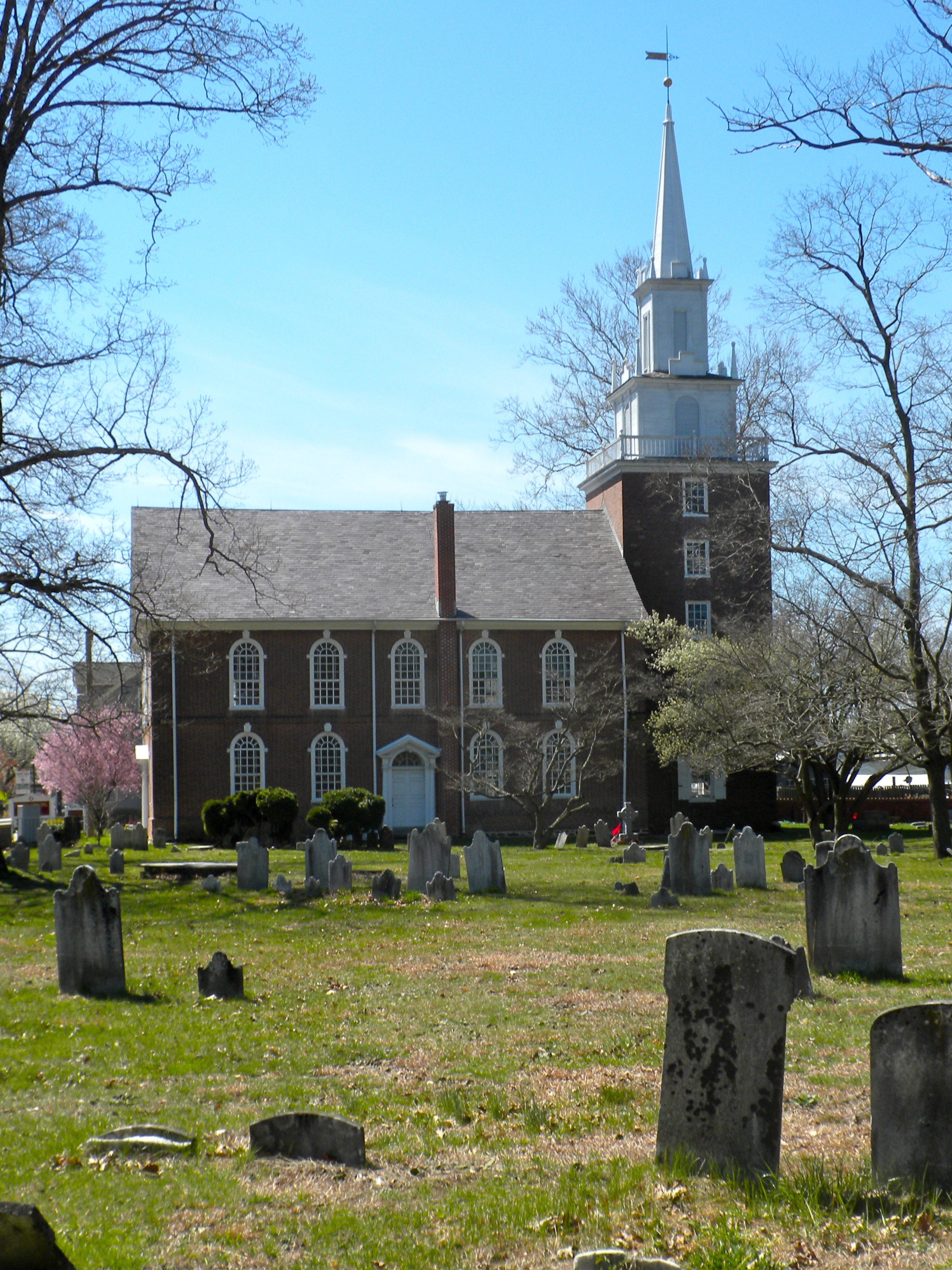
Igreja da Trindade (Swedesboro, Nova Jersey)

A Igreja da Inglaterra separou-se, ainda com teologia e governo eclesiástico católico romano, da Igreja Católica Apostólica Romana sob o rei Henrique VIII. Sofreu sua  reforma pelo colegiado dos bispos inicialmente sob o rei Eduardo VI, consolidando-se sob a rainha Isabel I.
Seu legado cultural mais duradouro é a versão dita autorizada da Bíblia, mais conhecida como tradução de King James, que influenciou a maioria das traduções bíblicas feitas desde então, principalmente, mas não somente, no meio protestante, inclusive a tradução de João Ferreira de Almeida para o  português.

## Derivações
O Episcopalismo originou diversos movimentos e denominações, principalmente pelas tensões geradas pela combinação, por necessidade política, de uma doutrina originalmente calvinista com uma tradição católica e um sistema de governo episcopal.

### Vertentes
As vertentes mais tradicionais do Episcopalismo são a Alta Igreja, que enfatizam a fé católica, e a Baixa Igreja (evangelicalismo), originalmente calvinista, que enfatizam a fé evangélica.

### Históricas
Influenciados pelo calvinismo no século XVI, surgiram os puritanos na Inglaterra, e daí os presbiterianos, principalmente na Escócia, depois nos Estados Unidos e demais nações por estas evangelizadas. Dentre os puritanos, influenciados pelos menonitas  neerlandêses do século XVII, os batistas surgiram na Holanda e se espalharam pelo mundo, inicialmente pela Inglaterra e, mais tarde, através dos Estados Unidos através de seus missionários.
Influenciada pelo arminianismo no século XVIII, a vertente wesleyana do avivamento metodista britânico, que também deu origem à Igreja Metodista nos Estados Unidos por meio do Grande avivamento, originou o "Movimento de Santidade" durante o Avivamento evangélico do século XIX.

### Atual

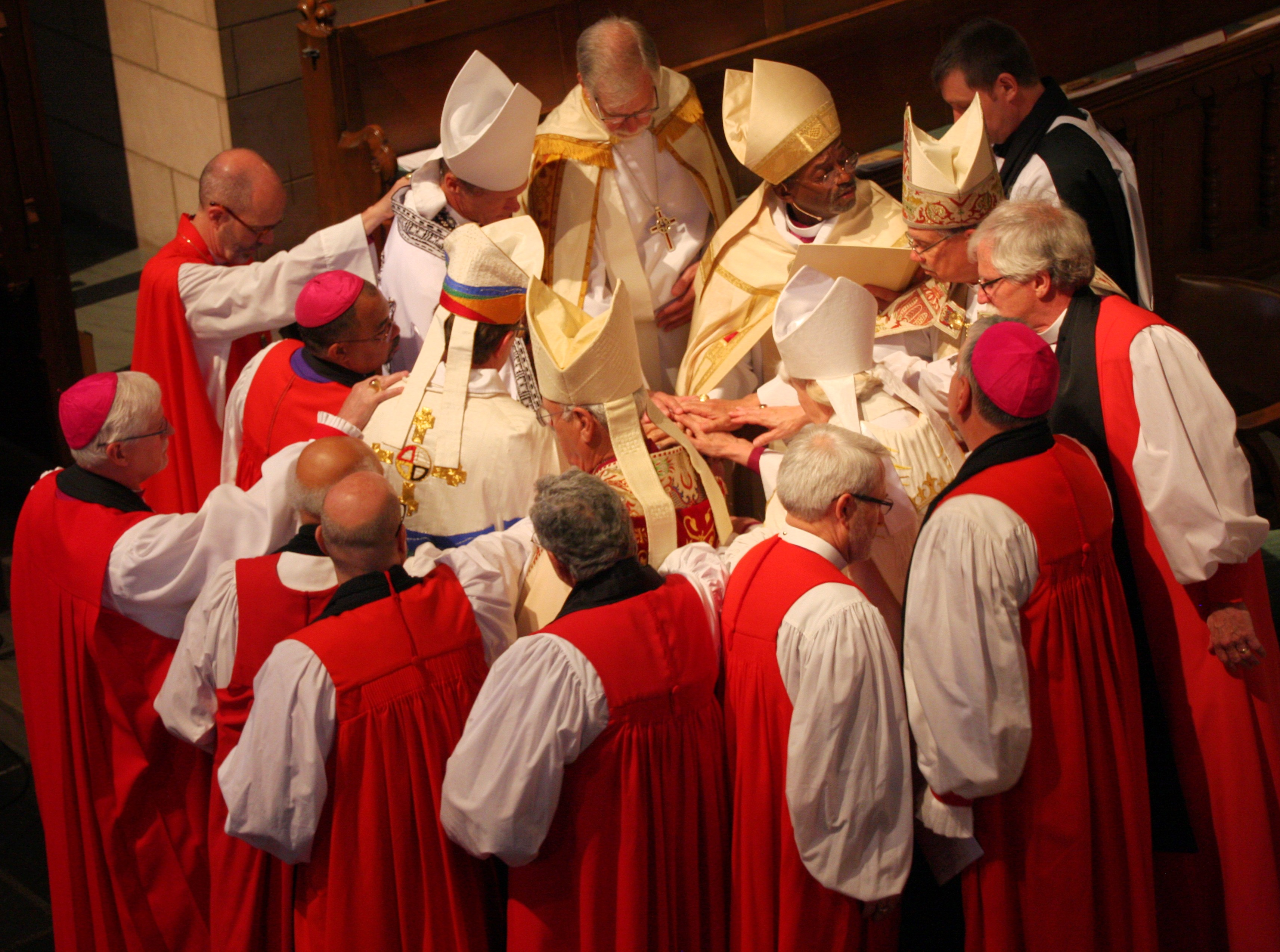
Bispos colocando as mãos em Douglas Sparks, consagrando-o como o 8º Bispo da Diocese Episcopal do Norte da Indiana na Igreja Inglesa Trinity em Fort Wayne, Indiana, Estados Unidos

As Igrejas Episcopais, pertencentes à Comunhão Anglicana encontram-se divididas em dois movimentos que se tornaram conhecidos como "Sul Global", evangélico e neoevangélico, e "Norte global", liberal. Formalmente unidos na figura do arcebispo da Cantuária, líder tanto da Igreja da Inglaterra quanto da Comunhão Anglicana, têm-se separado paulatinamente desde que, contrariando as orientações estabelecidas na Conferência de Lambeth precedente, a Igreja Episcopal dos Estados Unidos consagrou um bispo homossexual praticante.
A cisão não se consumou, mas as tensões se acumulam. O arcebispo da Cantuária Rowan Williams em 2011, liberal, busca preservar a união das duas correntes, sob pena de dividir a comunhão num setor de elite, liberal e ocupando as dioceses mais tradicionais e importantes, mas declinantes, principalmente no hemisfério Norte, e noutro popular, dinâmico e crescente, principalmente no hemisfério Sul. Visto que as maiores  contribuições e grande parte da participação popular, mesmo no Reino Unido, vêm do setor evangélico, identificado com o Sul Global, tal divisão poderia representar o fim do estabelecimento da Igreja Anglicana como religião de estado do reino da Grã-Bretanha e, portanto, o que favoreceria o republicanismo, dado que o monarca inglês perderia uma de suas principais atribuições simbólicas, a de líder da Igreja da Inglaterra.

## No Brasil
O Episcopalismo pertencente à Comunhão Anglicana, é representado no Brasil pela Igreja Episcopal Anglicana do Brasil, sua 19ª Província. No Brasil, episcopalismo apresenta-se sob três vertentes. Uma é a de imigrantes japoneses convertidos por missionários episcopais em seu país de origem antes da emigração, que transplantaram para o Brasil sua prática religiosa e se integraram à Província eclesiástica do Brasil, comportando-se numa linha liberal e noutra carismática. Outro grupo é formado por imigrantes ingleses, fortalecidos pela grande presença de trabalhadores temporários de mesma origem durante o apogeu da influência britânica no Brasil, entre os meados dos séculos XIX e XX, e que resultou em conversões de brasileiros que hoje formam a principal influência; finalmente, outra linha de convertidos, neoevangélicos e carismáticos, sob a liderança do grupo fundado pelo bispo Robinson Cavalcanti, desligando-se da província do Brasil, de tendência liberal, e ligando-se à associação de Igrejas anglicanas do Sul Global, a GAFCON/FCA, de tendência evangélica.